# Klepec

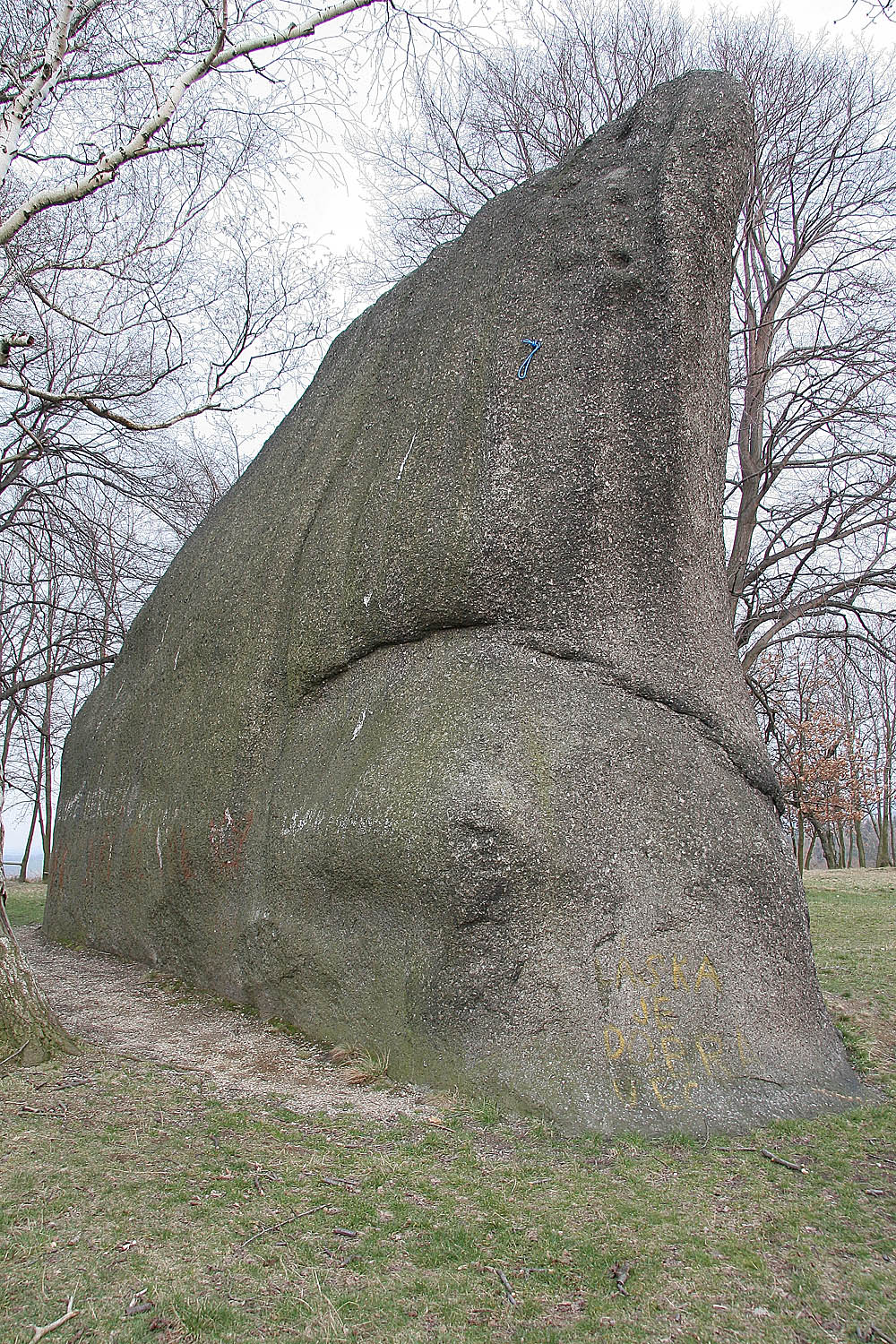
Gesteinsbrocken auf dem Klepec

Der Klepec ist ein bewaldeter Hügel von 385 m n.m. an der Grenze der Katastralgebiete Přišimasy und Limuzy im Bezirk Kolín in Tschechien. Er liegt ca. 4 km südöstlich von Úvaly bei Prag. Auf dem Hügel befinden sich bizarre Felsformationen, zu deren Erhaltung der Klepec 1977 zum Naturdenkmal erklärt wurde.

## Geschichte

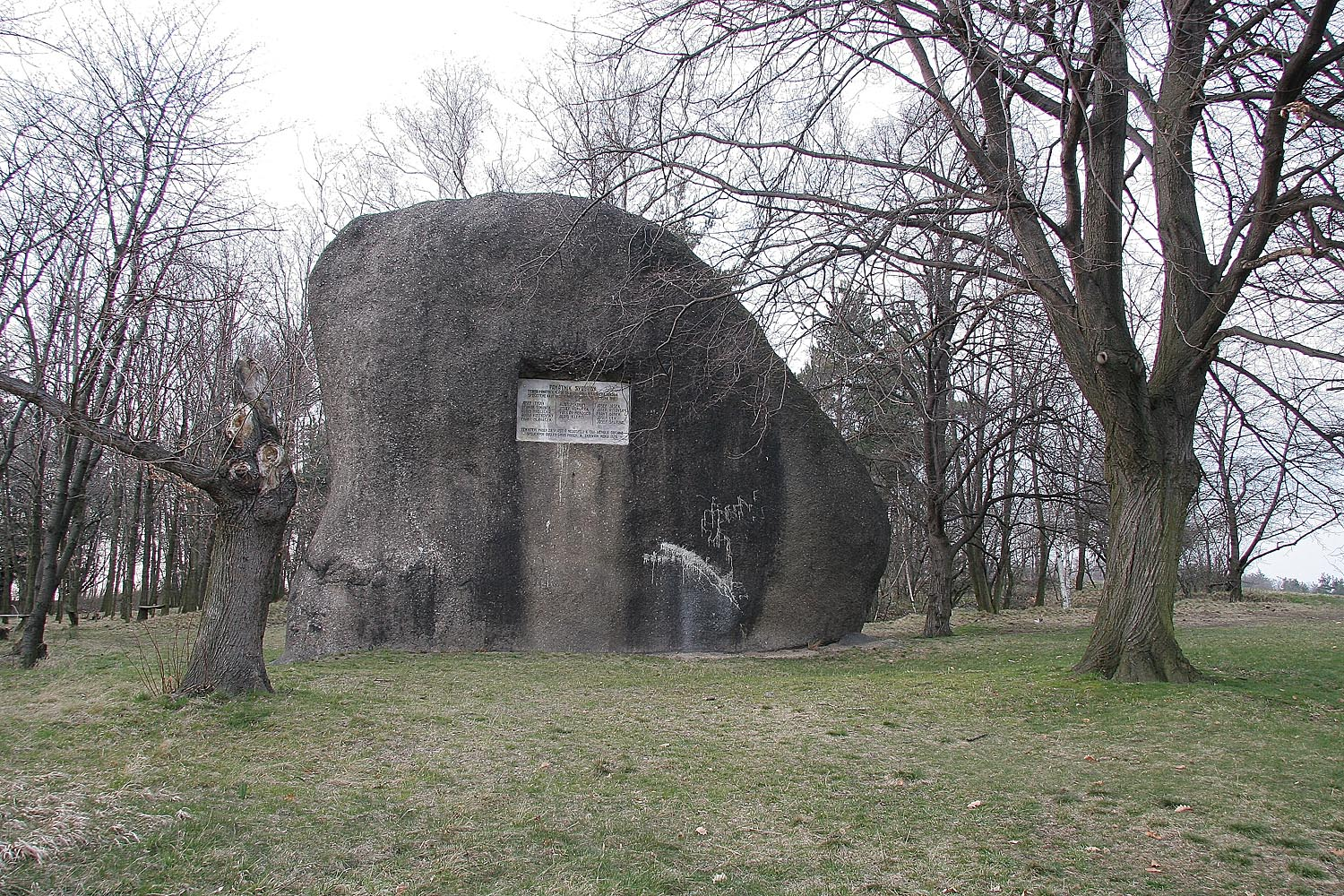
Der sogenannte Diener (Slouha) auf dem Klepec

In der älteren Literatur heißt es, dass die Steine auf dem Klepec als Menhire künstlich errichtet worden sein könnten. Dies widerlegt jedoch die Tatsache, dass der Untergrund hier aus porphyrischem mittelkörnigem Ríčany-Granit besteht, dessen Aufschlüsse hier die letzten zu sein scheinen, und dass sich das Gestein dann weiter unter dem Hügel in Richtung Osten erstreckt. Die Findlinge entstanden durch Langzeitverwitterung.
Der größte der Granitkolosse ist der „Diener“(Slouha), den die Menschen auch „Baba“, „Schäfer“ (Ovčák) oder „Hirte“ (Pastýř) nennen. Dieser Felsblock ist 7 m hoch, 8 m lang und 3 m breit. Im Jahr 1920 wurde er in ein Freiheitsdenkmal umgewandelt. Auf der angebrachten Gedenktafel sind die Namen der im Ersten Weltkrieg gefallenen Bürger von Přišimasy aufgeführt. Eine unbefestigte Straße führt zu einem weiteren größeren Felsen, der von weitem wie ein riesiger „Zahn“(Zub) aussieht. Dieses Stück Granit ist etwa 3 m hoch, hat einen Durchmesser von 8 m und einen Umfang von 32 m. Auf seiner Oberseite befinden sich Vertiefungen, die als Opferschalen bekannt sind und mit Gerüchten über heidnische Riten in Verbindung gebracht wurden. In Wirklichkeit ist dies ein Werk der Natur, die langfristige Wirkung von Moosen, Wasser und Flechten. Im Jahr 1920 wurde an einer Seite des Steins eine Gedenktafel angebracht, um an die Volksversammlung im Jahr 1848 zu erinnern, bei der Menschen aus verschiedenen Regionen Vorschläge zum Umgang mit der Unterdrückung der tschechischen Minderheit im Königreich hörten. Eine Volksversammlung (auch Volkslager genannt) wurde 1897 erneut auf dem Klepec einberufen, diesmal jedoch im Geheimen. Es wurde einstimmig beschlossen, die tschechische Minderheit auf österreichisch-ungarischem Gebiet zu schützen. In der Nähe gibt es weitere Steinformationen, die im Volksmund „Šplíchals Kutsche“ (Šplíchalův kočár) und „Riesenrücken“(Obří záda) genannt werden. In den unteren Bereichen des Klepec gibt es zwei kleine Seen, überflutete Steinbrüche, eine kleine Lichtung und eine Feuerstelle, sowie ein Stück Granitfelsen in idyllischer Umgebung.
Nach der jüngsten wissenschaftlichen Hypothese des Geomorphologen Josef Rubin entstand der „Diener“ im Klepec durch die sogenannte Wollsackverwitterung, so wie es bei einem ähnlichen Exemplar im Gratzener Bergland an der Grenze der Tschechischen Republik zu Österreich der Fall ist.

## Tag der Erde auf dem Klepec
Jedes Jahr im April findet die regionale Veranstaltung „Tag der Erde am Klepec“ statt, die von umliegenden Gemeinden, Vereinen und Schulen organisiert wird. Die Veranstaltung gibt es seit 2007. Dabei werden Handwerksvorführungen und Kindershows, Sketche von Kindergärten, Vorträge, Fahnendemonstrationen, Bürgermeisterreden und Tänze angeboten. Die durchschnittliche Besucherzahl liegt bei rund 750 Personen.

## Sonstiges
- Die Felsbrocken auf dem Klepec bestehen aus biotitischem Granodiorit.
- Die Höhe des Hügels wird durch einen Triangulationspunkt mit 358,1 m n.m. angezeigt.
- In den Teichen wächst eine fleischfressende Pflanze der Verkannte Wasserschlauch (Utricularia australis).